# Aeroportul Leknes
Aeroportul Leknes (IATA: LKN, ICAO: ENLK) este un aeroport din Comuna Vestvågøy, Nordland, Norvegia ce deservește zona Leknes. Aeroportul a fost tranzitat în 2022 de 104.890 de pasageri. A fost deschis în 1972 și numit după zona deservită.
Situat la o altitudine de 24 m, aeroportul dispune de 1 pistă. Este operat de Avinor⁠(d).

## Infrastructură

### Piste
Aeroportul dispune de o singură pistă. Pista 02/20 are suprafața de asfalt și dimensiunile 1.071 m × 30 m. 